# بمب‌گذاری ۲۰۰۸ ولادی‌قفقاز
بمب‌گذاری ۲۰۰۸ ولادی‌قفقاز (انگلیسی: 2008 Vladikavkaz bombing) در یک تاکسی در ولادی‌قفقاز، اوستیای شمالی-آلانیا، روسیه رخ داد که در حال تخلیه مسافران در بازاری در آلانیا در ۶ نوامبر ۲۰۰۸ بود و منجر به کشته شدن ۱۲ تن و زخمی شدن ۴۱ تن گشت. این بمب‌گذاری از طریق یک زن بمب‌گذار انتحاری انجام شد. مسئولیت این حمله توسط سپاه ریاض الصالحین، یک واحد از گروه ستیزه‌جویان امارت قفقاز در روز ۱۵ نوامبر، پذیرفته شد.